# Claudia Ruggerini

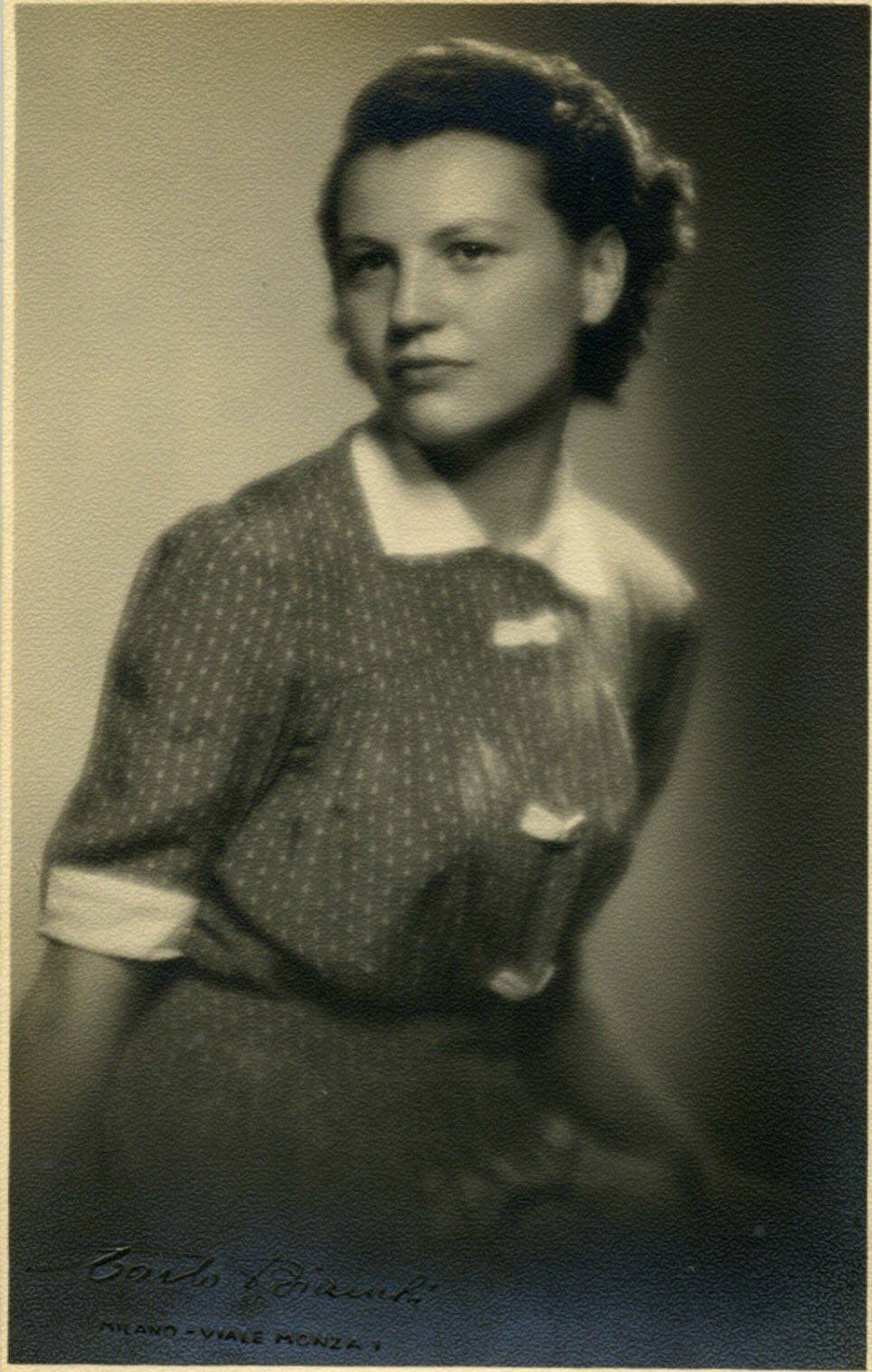
Claudia Ruggerini

Claudia Ruggerini (Milano, 27 febbraio 1922 – Roma, 4 luglio 2016) è stata una partigiana italiana.

## Biografia
Claudia Ruggerini nacque a Milano il 1º febbraio 1922 da una famiglia di umili origini, iscritta nel registro degli indigenti del Comune. La madre Angelica lavorava come massaggiatrice alle Terme di Milano, il padre Andrea, ferroviere di origini emiliane, era iscritto dal 1921 al Partito Comunista. 
A causa della sua partecipazione ad uno sciopero antifascista, il padre nel 1922 venne licenziato dalle ferrovie. Morì nel 1934, dopo essere stato massacrato di botte dai fascisti, sotto gli occhi di Claudia, allora dodicenne. La madre con i guadagni del suo lavoro fece di tutto per assicurare alla figlia un'istruzione e un futuro di riscatto sociale.
Dopo aver conseguito da privatista la maturità classica, Claudia Ruggerini trovò impiego all’Acciaieria Redaelli e si iscrisse prima alla Facoltà di Chimica industriale, poi, nel 1942, a Medicina e Chirurgia, dove conobbe diversi studenti antifascisti. Nel 1943 partecipò, unica donna, al Comitato d’Iniziativa tra gli Intellettuali, promosso da Antonio D’Ambrosio, dirigente della Federazione clandestina del Partito Comunista napoletano, il cui obiettivo era offrire solidarietà e sostegno alle forze della Resistenza e preparare una ripresa culturale dell’Italia dopo il fascismo. L'amicizia con D’Ambrosio la convinse ad entrare nella Resistenza.
Combatté in Val d'Ossola con il nome di battaglia "Marisa", e successivamente prese parte alla 107ª Brigata Garibaldi. Come staffetta, si occupò della distribuzione di materiali e messaggi ai partigiani della zona piacentina. 
Riuscì a salvare l’amico di studi Hans Preiss, ebreo austriaco, nascondendolo prima in casa di amici a Venezia e poi perorandone presso il console tedesco a Milano la scarcerazione da San Vittore, dove era stato rinchiuso dopo la cattura e l'arresto. Grazie alle sue richieste, Preiss venne utilizzato come interprete dalle SS e lei, autorizzata a visitarlo in carcere, ebbe l'opportunità di raccogliere informazioni preziose che trasmise segretamente agli antifascisti.
Con un gruppo di partigiani che comprendeva Antonio D’Ambrosio, Elio Vittorini, Alfonso Gatto e altri giornalisti, il 25 aprile 1945 prese parte all'occupazione degli uffici del Corriere della Sera, il quotidiano nazionale che per vent'anni era stato sotto il controllo della censura nazifascista, per far uscire il primo numero della nuova e indipendente edizione del giornale.
Alla morte del partigiano e fisico Eugenio Curiel, tra i fondatori del Fronte della gioventù per l’indipendenza nazionale e per la libertà, ucciso il 24 febbraio 1945 da militi delle Brigate Nere durante un controllo di documenti, fu lei a riconoscerne la salma e, considerato che molti cadaveri venivano allora fatti sparire, la custodì e la conservò nell’obitorio della Facoltà di Medicina, consegnandola ai genitori il giorno della Liberazione.
La sua "ultima missione politica", come da lei definita, si svolse nel 1953. Grazie alle amicizie maturate nel Comitato d’Iniziativa tra gli Intellettuali durante la Resistenza, e quelle successive alla Liberazione, che l'avvicinarono a giornalisti, pittori, scultori, architetti, critici d’arte, poeti e scrittori, come Gadda, Gatto, Vittorini, Morandini, Carrà, Vedova, Treccani, Reggiani, Claudia Ruggerini prese parte alla delegazione che si recò a Vallauris, per convincere Picasso ad autorizzare il trasferimento di Guernica dal Metropolitan di New York a Milano per la prima grande mostra del pittore spagnolo inaugurata a Palazzo Reale.
Nel dopoguerra Ruggerini riprese gli studi di Medicina e iniziò quelli di Psicologia, laureandosi nel 1949 con Cesare Musatti con una tesi sul trattamento psicanalitico nell'infanzia. Nel 1952 si specializzò in Neuropsichiatria all'Università di Pavia e diventò una delle pioniere nel campo della neuropsichiatria infantile. Lavorò per oltre trent'anni come consulente neurologa all’INAIL di Milano e per oltre venti come neurologa presso l’INAM di Rho, svolgendo in seguito il ruolo di Primario Neurologo presso l’ospedale di Passirana di Rho.
Negli anni Settanta condusse una lotta per la chiusura delle scuole speciali, «quelle dove finivano tanti bambini emigrati dal Sud, la cui sola colpa era non capire bene l’italiano».
Ottenuto il pensionamento nel 1987, lavorò in ospedale come volontaria per altri dieci anni, "ritenendo da sempre la professione come “servizio” alla comunità". Nel 1988 con Anna Mancini istituì a Treviso la Fondazione onlus ADVAR per l’assistenza domiciliare di malati terminali di cancro. 
Morì il 4 luglio del 2016 nella sua casa di Milano per cause naturali, all'età di 94 anni.